# مراد السباعي
مراد السباعي، (14 فبراير 1914 - 2001)، كاتب وقصصي سوري، بالإضافة إلى كونه مخرجا ومؤلفا مسرحيا، له العديد من الاهتمامات الأدبية والنشاطات الثقافية.

## ولادته
ولد الكاتب مراد السباعي بحمص في 14 فبراير 1914م.

## دراسته ونشأته وعمله
- واصل دراسته المدرسية حتى نهاية المرحلة الإعدادية.
- ثم تحول إلى الدراسة الخاصة فقرأ الكثير من الكتب الأدبية العربية والأجنبية وكان اهتمامه كبيرا بمطالعة الأدب الروسي والألماني والفرنسي والإنكليزي.
- عمل موظفا في بلدية حمص عشرين سنة.

## نشاطاته الأدبية والفنية
- بدأ نشاطه المسرحي عام 1930 ممثلا ومخرجا ومؤلفا.
- تحول إلى كتابة القصة عام 1945.
- كلف من قبل وزارة الثقافة بإدارة فرقة مسرح حمص الدرامية التابعة للمركز الثقافي منذ عام 1960 حتى عام 1965.
- اسندت إليه رئاسة المكتب الفرعي لاتحاد الكتاب العرب بحمص منذ عام 1972 حتى عام 1983 وخلال هذه المدة انصرف إلى كتابة القصة والمسرحية الذهنية.
- نالت مسرحيته (شيطان في بيت) الجائزة الأولى في مسابقة المجلس الأعلى لرعاية الفنون والآداب عام 1960.

## مؤلفاته
1. كاستيجا- قصص- حمص 1948.
2. الدرس المشؤوم- قصص- حمص 1949.
3. هذا ما كان- قصص- القاهرة 1952.
4. الشرارة الأولى- قصص ومسرحيات- دمشق 1962.
5. الحكاية ذاتها- قصص ومسرحيات- دمشق 1967.
6. تحت النافذة- قصص ومسرحيات- دمشق 1974.
7. هدية عيد الأم- قصص للأطفال- دمشق 1978.
8. أسئلة تطرح وأصداء تجيب- قصص ومسرحيات- دمشق 1979.
9. سباق في مسبح الدم- قصص ومسرحيات- دمشق 1984.
10. محطات في حياتي- سيرة ذاتية- حمص 1990.
11. شيطان في بيت- مسرحية - دمشق 1990.
12. من مرآة الذاكرة - سيرة حمص 1992.
13. مقاطع من رسائل صديقتي شارلوت - حمص 1995

## وفاته
توفي في العام 2001م.

## وصلات خارجية ومراجع
- مقال عنه
- ترجمته